# Thomas Danks
Tom Danks (30 tháng 5 năm 1863 – 27 tháng 4 năm 1908) là một cầu thủ bóng đá người Anh, thi đấu ở vị trí inside right.

## Sự nghiệp
Sinh ra ở Nottingham, Tom Danks thi đấu cho Nottingham Forest, và có 1 lần ra sân cho đội tuyển quốc gia Anh in 1885.